# Wedringen
Wedringen és un nucli del municipi d'Haldensleben a l'estat de Saxònia-Anhalt que té uns 600 habitants. La població continua minvant, el 1939 encara tenia 741 habitants.
Es troba a la planura entre el Beber a l'est que hi desemboca a l'Ohre al nord d'un costat i al marge del Mittellandkanal i la carretera B71 al sud, a la zona geogràfica del Magdeburger Börde caracteritzada per un terra molt fèrtil.
El primer esment escrit data de l'any 1086, al segle xii hi havia molt probablement un burg de la nissaga dels Wedringen així com unes masies molt riques. Al segle xiii el comte de Regenstein va cedir l'església al monestir de Hillersleben. El 2 de maig del 1991 va fusionar amb Haldensleben, fins aleshores era una municipi independent.
Monuments llistats
- L'església de la Mare de Déus
- Rectoria (1903)
- Masia An der Quetge
- Cases d'entramat de fusta al carrer Dorfstrasse 19-21

## Enllaços i referències
A Wikimedia Commons hi ha contingut multimèdia relatiu a: Wedringen

1. ↑  Rademacher, Michael. «Deutsche Verwaltungsgeschichte von der Reichseinigung 1871 bis zur Wiedervereinigung 1990» (en alemany), . [Consulta: 21 octubre 2014].
2. ↑  «Wedringen», Web official de Haldensleben, [Consulta 21 d'octubre del 2014]
3. ↑  Riedel, Adolph Friedrich. Diplomatische Beiträge zur Geschichte der Mark Brandenburg und ihr angrenzender Länder (Contribucions diplomàtics a la història del marc de Brandenburg i els seus països limítrofs) (en alemany). vol..  Berlín: Bei Ferdinand Dümmler, 1833, p. 54. «Und die Kirche von Wedringen, von deren Eigenthum hier die Rede ist, kam erst in der Mitte des 13ten Jarhunderts von der Grafen van Regenstein abgetreten an das Kloster Hillersleben.»